# Dihammaphora glabripennis
Dihammaphora glabripennis är en skalbaggsart som beskrevs av Pierre Émile Gounelle 1911. Dihammaphora glabripennis ingår i släktet Dihammaphora och familjen långhorningar. Inga underarter finns listade i Catalogue of Life.